# Abyssocottus elochini
Abyssocottus elochini, jedna od tri vrste riba roda Abyssocottus koja kao endem živi u Bajkalskom jezeru u Rusiji, i to na dubinama između 250 i 300 m.
Ove ribe su slabo proučene pošto žibve na velikim dubinama. Imaju široka usta i hrane se bentoskim organizmima, poglavito  	amphipodama. Plodnost im je navodno niska. Na ruskom jeziku naziva se Елохинская широколобка.